# Użyłkowanie skrzydła

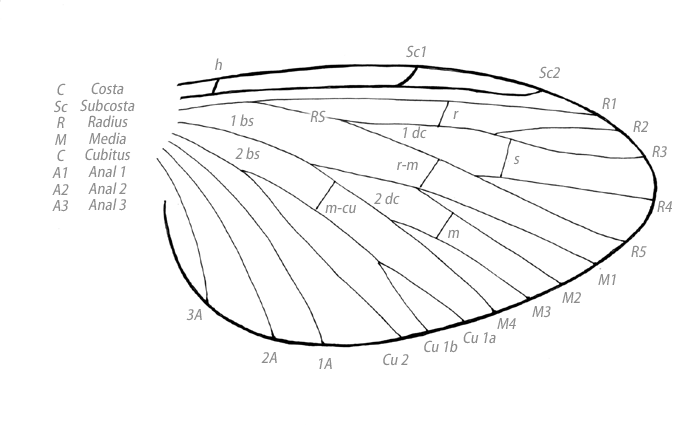
Użyłkowanie skrzydła muchówki (Diptera)

Użyłkowanie skrzydła – zespół podłużnych i poprzecznych żyłek ograniczających komórki skrzydłowe i stanowiących konstrukcję skrzydła owada. Układ żyłek jest charakterystyczny dla każdej grupy systematycznej. Z tego powodu jest wykorzystywany do oznaczania poszczególnych taksonów. Opracowano różne systemy terminologiczne dla poszczególnych rzędów owadów. Jednym z takich systemów jest system Comstocka-Needhama. 
Ze względu na stopień ewolucyjnego zaawansowania wyróżniane są następujące typy użyłkowania:
- użyłkowanie pierwotne – występuje u jętek i ważek, charakteryzuje się dużą liczbą i zagęszczeniem żyłek;
- użyłkowanie wyspecjalizowane – z zanikającymi żyłkami poprzecznymi.

Użyłkowanie skrzydeł zanika u tych owadów, których skrzydła są zesklerotyzowane. 
Nazwy poszczególnych żyłek zostały wymienione w odrębnym artykule: